# در ساعت ۵ عصر
در ساعت ۵ عصر نام پادکست هفتگی است که توسط کامبیز حسینی اجرا می‌شود. این پادکست که توسط کمپین بین‌المللی حقوق بشر ایران تولید می‌شود، کار خود را از ژانویهٔ ۲۰۱۳ میلادی آغاز کرد. در ساعت ۵ عصر اخبار و تحولات حقوق بشر را به‌زبان فارسی منتشر می‌کند. دلیل نامگذاری این پادکست به «در ساعت ۵ عصر»، برگرفته از شعر فدریکو گارسیالورکا و همزمانی پخش آن در ساعت ۵ عصر ایران است. این پادکست صوتی که هر روز جمعه ساعت پنج عصر به وقت تهران روی وب سایت کمپین بین‌المللی حقوق بشر ایران و همچنین صفحات فیس‌بوک این کمپین و کامبیز حسینی قرار می‌گیرد، برخی از مهم‌ترین وقایع هفته را با زبان و نحوهٔ پرداختی متفاوت از فرم‌های مرسومی که تا پیش از این در مطالب منتشرشده یا در پادکست‌های پیشین کمپین آزموده‌شده، مورد توجه قرار می‌دهد.
حسینی برای این اجرا و تولید این پادکست جایزهٔ گزارشگران بدون مرز را دریافت کرد. این برنامه گزیده‌ایست از اخبار هفته، تفسیر طنز و کلمهٔ آخر که در آن، حسینی منولوگی را به شیوهٔ محاوره‌ای اجرا می‌کند. در ساعت ۵ عصر مصاحبه‌هایی را با چهره‌های مشهور ایرانی انجام می‌دهد و در هر مصاحبه، حسینی سوال‌های مخاطبین صفحهٔ فیسبوک کمپین و خودش را می‌پرسد.
حسینی می‌گوید: «برای من که از پیش‌زمینهٔ تلویزیون برخودار هستم، اجرا و نگارش این پادکست تجربهٔ خوبی بوده است و مرا قادر می‌سازد جبنه‌های جدید این رسانه و دشواری‌های ارتباط با انبوه مخاطبین را از راه صدا و فقط صدا بکاوم.»
از اجرای اولین پادکست حسینی تاکنون بیش از یک میلیون نفر به آن گوش داده‌اند و بیش از ۱۵۰ هزار دانلود در وبگاه ساندکلاود که پادکست هر هفته روی آن قرار می‌گیرد داشته‌است.
هادی قائمی مدیرکمپین بین‌المللی حقوق بشر در ایران دربارهٔ راه‌اندازی این برنامه‌ٔ هفتگی می‌گوید: «یکی از دغدغه‌های همیشگی ما این بوده است که موضوعات مرتبط با نقض حقوق بشر و آزادی‌های فردی و اجتماعی در ایران را در میان اقشار مختلف و جمع‌های گسترده‌تر به نوعی مطرح کنیم که با استفاده از فرم‌های بیانی متفاوت و زبانی که پیچیدگی‌ها یا ویژگی‌های خبرها و گزارش‌های این حوزه را کمتر به دوش می‌کشد. امیدوارم پادکست هفتگی کمپین که توسط کامبیز حسینی اجرا می‌شود، با زبان و نحوهٔ ارائه و موضوعاتی که انتخاب می‌کند، هم دغدغه‌های عمیق انسانی مطرح شود هم مخاطبان جدیدتری از گروه‌های مختلف سنی و در موقعیت‌های جدید جغرافیایی این موضوعات را با ما پیگیری کنند و راهی باز شود که آنها هم حساسیت‌های خودشان را با ما مطرح کنند و از این رابطه دو سویه بتوانیم به صورت خلاقانه در پیشبرد فعالیت‌های خود استفاده کنیم.»